# David McMillan (futbolista)
David McMillan (Templeogue, 14 de diciembre de 1988) es un futbolista irlandés que juega de delantero en el Dundalk F. C. de la Premier Division de Irlanda.

## Carrera internacional
McMillan fue internacional sub-23 con la selección de fútbol de Irlanda.

## Clubes
| Club                         | País      | Año       |
| ---------------------------- | --------- | --------- |
| UC Dublin                    | Irlanda   | 2008-2010 |
| St Patrick's Athletic        | Irlanda   | 2011      |
| Olympic FC                   | Australia | 2012      |
| UC Dublin                    | Irlanda   | 2012-2013 |
| Sligo Rovers                 | Irlanda   | 2013      |
| Dundalk F. C.                | Irlanda   | 2014-2017 |
| St. Johnstone F. C.          | Escocia   | 2018-2020 |
| Hamilton Academical (cedido) | Escocia   | 2019      |
| Falkirk F. C. (cedido)       | Escocia   | 2019-2020 |
| Dundalk F. C.                | Irlanda   | 2020-Act. |

## Palmarés

### Títulos nacionales
| Título                     | Club          | País    | Año  |
| -------------------------- | ------------- | ------- | ---- |
| Premier Division           | Dundalk F. C. | Irlanda | 2014 |
| Copa de la Liga de Irlanda | Dundalk F. C. | Irlanda | 2014 |
| Premier Division           | Dundalk F. C. | Irlanda | 2015 |
| Copa de Irlanda            | Dundalk F. C. | Irlanda | 2015 |
| Supercopa de Irlanda       | Dundalk F. C. | Irlanda | 2015 |
| Premier Division           | Dundalk F. C. | Irlanda | 2016 |
| Copa de la Liga de Irlanda | Dundalk F. C. | Irlanda | 2017 |